# Begonia peristegia
Espèce
Begonia peristegia est une espèce de plantes de la famille des Begoniaceae. Ce bégonia est originaire du Brésil. L'espèce fait partie de la section Pritzelia.
Elle a été décrite en 1901 par Otto Stapf (1857-1933). L'épithète spécifique peristegia signifie « à involucre ». 

## Répartition géographique
Cette espèce est originaire du pays suivant : Brésil.